# Venasque
Venasque (in occitano Venasca, in latino Vendasca) è un comune francese di 1 164 abitanti situato nel dipartimento di Vaucluse della regione Provenza-Alpi-Costa Azzurra. L'etimo è latino: Pagus Vendascinus.
Diede il proprio nome al Contado Venassino, exclave pontificia in Provenza, di cui fu anche la prima capitale sino al 1320.

## Monumenti e luoghi d'interesse
Di particolare interesse storico troviamo:
- il battistero, situato a nord della chiesa di Notre-Dame, si presenta con una pianta a croce greca. Venne costruito nel VI secolo sui resti di un tempio romano;
- le torri.

## Società

### Evoluzione demografica
Abitanti censiti